# Мірта Легран
Ро́са Марі́я Хуа́на Марті́нес Суа́рес (ісп. Rosa María Juana Martínez Suárez, нар. 23 лютого 1927), більш відома під творчим псевдонімом Мі́рта Легра́н (ісп. Mirtha Legrand) — аргентинська акторка і телеведуча.

## Біографія

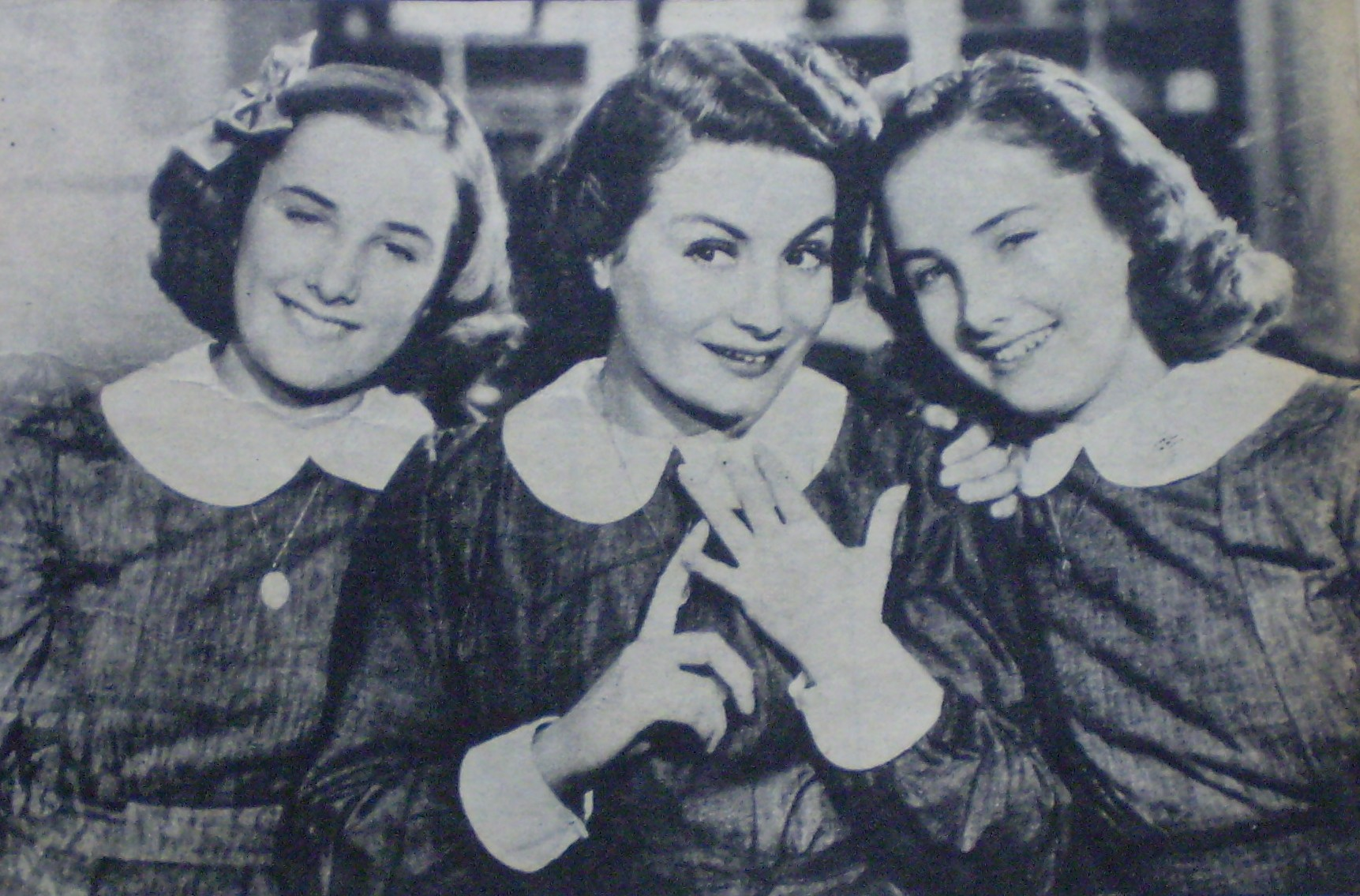
Мірта Легран, Ніні Маршалл і Сільвія Легран у фільмі «Треба виховувати Ніні» (1940)

Роса Марія Хуана Мартінес Суарес народилася 23 лютого 1927 року у місті Вілья-Каньяс (провінція Санта-Фе) у родині з середнього класу. З дитинства вона разом з сестрою-близнючкою вчилася танцям і театральній майстерності у різноманітних гуртках і школах у місті Росаріо, куди родина переїхала 1934 року. 1937 року несподівано помер батько Роси Марії і родина перебралася до Буенос-Айреса, де вона з сестрою навчалися у Національній консерваторії.
Наприкінці 1930-х її талант на одному з карнавалів помітив президент Аргентини Роберто Ортіс і вона разом з сестрою отримала роль у фільмах «Треба виховувати Ніні» (1940) і «Милі для дівчат» (1941), де знімалася під псевдонімом Росіта Луке.

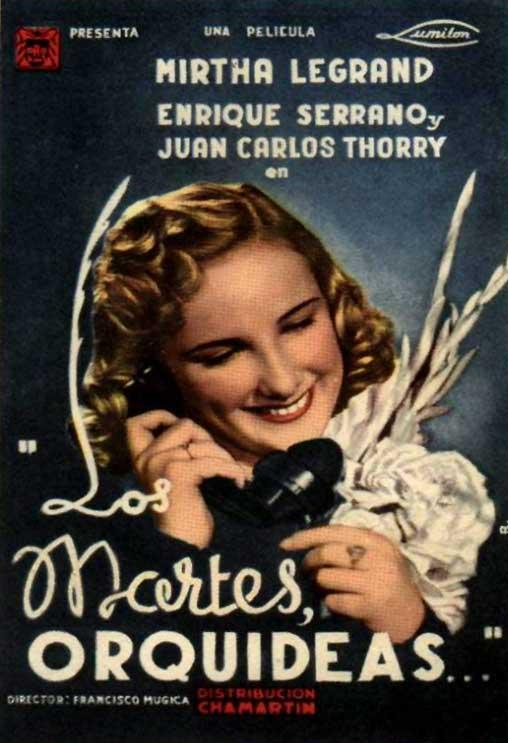
Мірта Легран на постері фільму «Орхідеї щовівторка» (1941)

Оскільки популярність акторки зростала, її мати найняла для неї і її сестри агента, який мав опікуватися їхньою кар'єрою. Він запропонував Росі Марії взяли псевдонім Мірта Легран, а її сестрі — Сільвія Легран.
Свою першу головну роль акторка зіграла у віці 14 років у стрічці «Орхідеї щовівторка» (1941). Після цього Мірта Легран була головною зіркою фільмів «Юність» (1942), «Портрет» (1947) і «Маленька сеньйора Перес» (1944), за який вона отримала премію Академії Кінематографічної науки і мистецтва Аргентини як найкраща акторка. На той час вона знімалася переважно у комедіях і була однією з найвідоміших представниць цього жанру.
У цей же час Мірта і Сільвія Легран вели на радіо передачу «Клуб дружби», яка мала велику популярність у підлітків і молоді. 1942 року сестри знялися у фільмі «Місячне сяйво», який став останнім, де вони грали разом.
1944 року Легран пожертвувала значну суму грошей на допомогу постраждалим від землетрусу у Сан-Хуані.

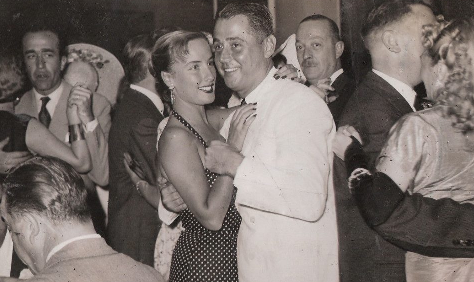
Мірта Легран і Даніель Тінайре (1951)

1946 року Мірта Легран вийшла заміж за кінорежисера Даніеля Тінайре і після цього почала більше грати в драматичному жанрі. Найвідомішими її роботами в жанрі кінодрами були стрічки «Продавчиня фантазій» (1950) і «Дівчина з очима кольору часу» (1952), за яку вона отримала премію Аргентинської кіноакадемії як найкраща акторка.
1949 року акторка знялася у фільмі «Відаліта», який розповідав про дівчину, яка перевдяглася чоловіком, щоб стати гаучо. Фабула фільму не сподобалася пероністському уряду і тому він мав проблеми з прокатом. Тим не менше, Мірта Легран з чоловіком трималися осторонь від політики і не висловлювали прямо своїх вподобань, тому могли активно працювати як в часи перонізму, так і після його падіння, в той час як багато інших кінематографістів мусили виїхати з Аргентини.
1953 року Мірта Легран вирушила до Іспанії, де знялася в єдиному кольоровому фільмі у своїй кар'єрі «Донья Франсіскіта».
1959 року акторка знялася у фільмі «Палаюча темрява», режисером якого був її чоловік і за роль в якому вона отримала премію Аргентинської кіноакадемії як найкраща акторка. У цей же час вона починає працювати на телебаченні ведучою гумористичної програми «M ama a M» і в театрі, де її дебют відбувся в п'єсі «Блакитний місяць».
1965 року Мірта Легран знялася у фільмі «З великим задоволенням», після якого вирішила завершити свою кар'єру в кіно.
1967 року померла мати акторки, після чого вона на деякий час відсторонилася від публічного життя.

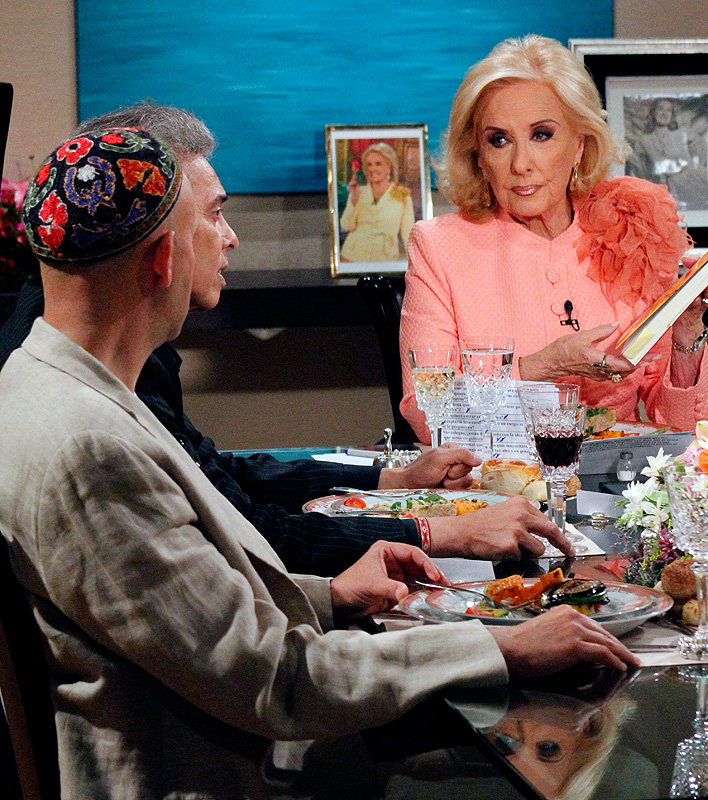
«Сніданок з Міртою Легран» (2010)

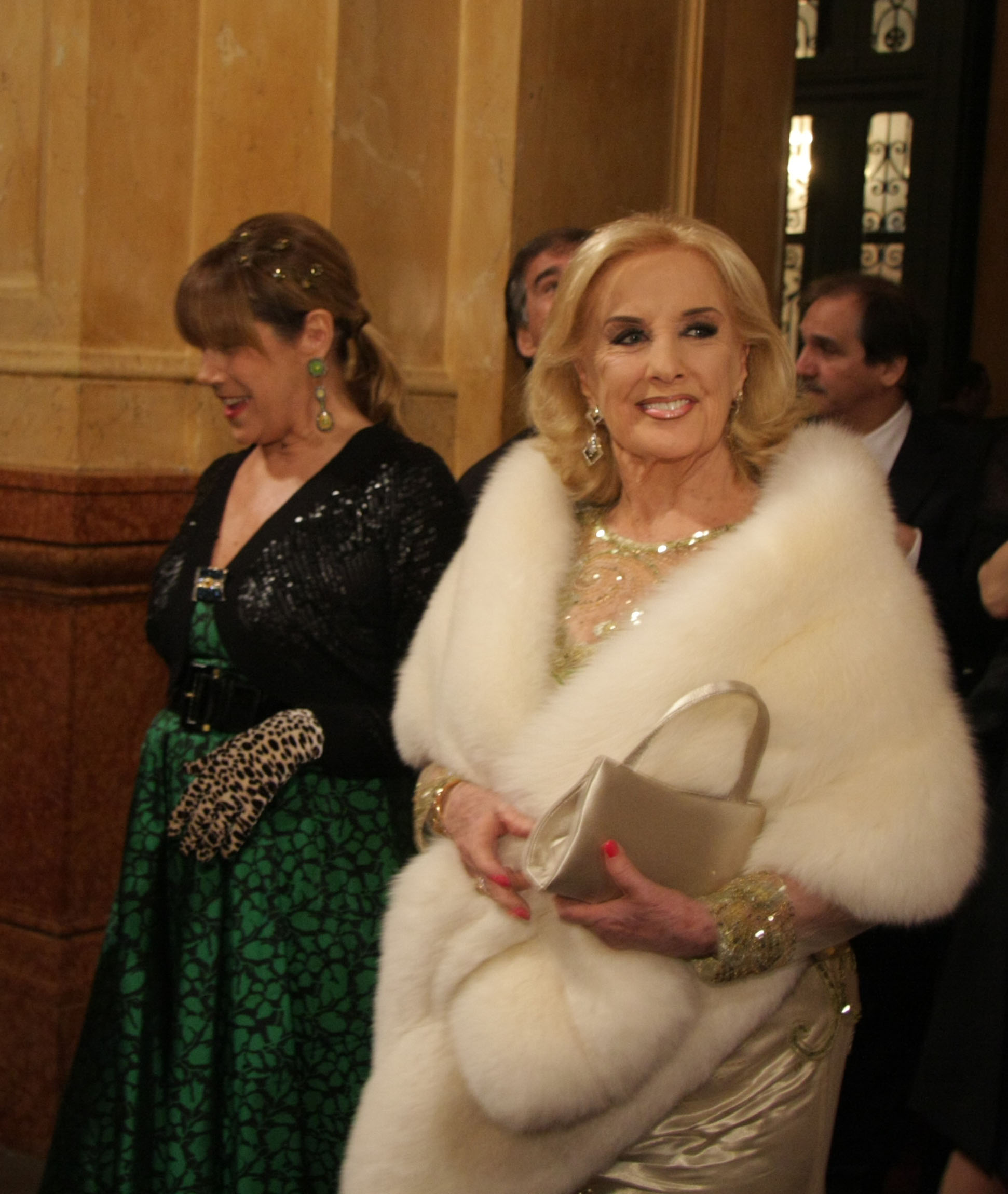
Мірта Легран на відкритті Театру Колумба після реконструкції (2010)

1968 року Мірта Легран стала ведучою телепрограми «Сніданок з зірками» на каналі 9. Передача швидко завоювала популярність і була перейменована на «Сніданок з Міртою Легран». Під цією назвою програма зібрала велику кількість телевізійних нагород, а її ведуча за опитуваннями громадської думки у 1970-х неодноразово визнавалася однією з найвпливовіших жінок Аргентини. Наприкінці 1972 року Легран згадала в одній з передач Хустисіалістську партію, за що її звільнили наступного ж дня. Телеведуча перейшла працювати на канал 13, де вже на початку 1973 року почала вести аналогічну програму під тією ж назвою. Коли 1974 року керівництво каналу намагалося закрити «Сніданок», Мірта Легран пішла зі скаргою особисто до президента Аргентини Ісабель Перон, яка запевнила, що програму поновлять, але це відбулося лише 1976 року після приходу до влади військової хунти. На різних каналах телепередача йшла до 2011 року, коли була призупинена через зйомки ведучої в серіалі «Господиня».
2010 року Мірта Легран зізналася, що домовлялася з військовими, які були при владі в Аргентині, щоб визволити з секретної в'язниці свою племінницю, яку затримали в часи брудної війни. Після цього зізнання один з депутатів запропонував позбавити телеведучу звання почесної громадянки Буенос-Айреса, яке їй присвоїли 2007 року. Також телеведуча мала проблеми через відверту опозиційність до уряду Крістіни Фернандес де Кіршнер, отримувала погрози і була жертвою агресії з боку пероністів, які жбурляли в неї пляшки під час ефіру і влаштовували акції протесту біля її оселі.
2013 року «Сніданок з Міртою Легран» повернувся в ефір аргентинською телебачення і продовжує йти донині. Серед гостей програми була велика кількість знаменитостей, зокрема президенти Аргентини Рауль Альфонсин, Карлос Менем, Едуардо Дуальде, Нестор Кіршнер і президент Венесуели Уго Чавес.

## Фільмографія

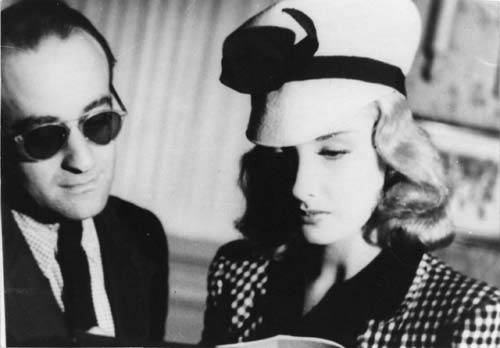
Луїс Саславський і Мірта Легран на зйомках фільму «П'ять поцілунків» (1946)

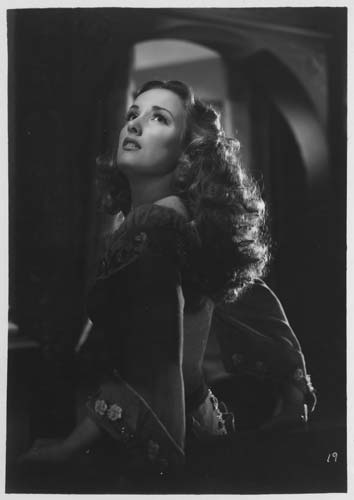
Мірта Легран у фільмі «Як ти мріяв» (1947)

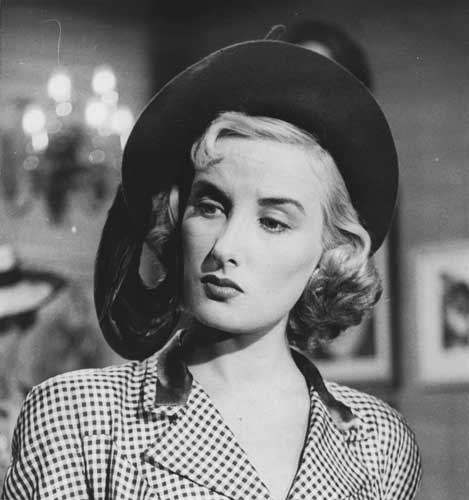
Мірта Легран у фільмі «Лікарка любить танго» (1949)

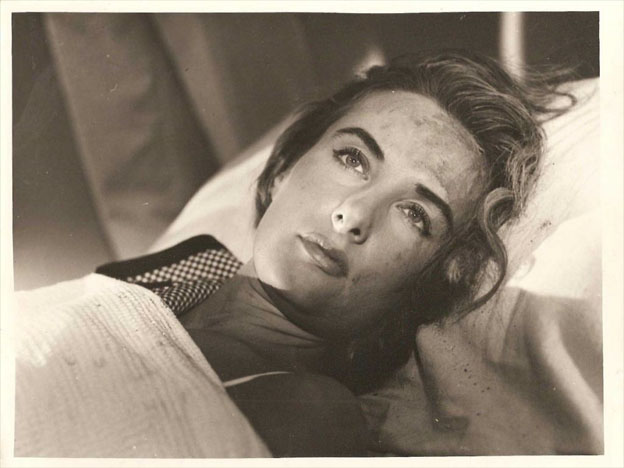
Мірта Легран у фільмі «Вулична компанія» (1960)

| Рік  |   | Українська назва             | Оригінальна назва               | Роль |
| ---- | - | ---------------------------- | ------------------------------- | ---- |
| 1940 | ф | Треба виховувати Ніні        | Hay que educar a Niní           |      |
| 1941 | ф | Орхідеї щовівторка           | Los martes, orquídeas           |      |
| 1941 | ф | Милі для дівчат              | Sweethearts for the Girls       |      |
| 1941 | ф | Мріяти нічого не коштує      | Soñar no cuesta nada            |      |
| 1942 | ф | Юність                       | Adolescencia                    |      |
| 1942 | ф | Подорож                      | The Journey                     |      |
| 1942 | ф | Місячне сяйво                | Claro de luna                   |      |
| 1943 | ф | Дзеркало                     | El Espejo                       |      |
| 1943 | ф | Сафо, історія пристрасті     | Safo, historia de una pasión    |      |
| 1944 | ф | La Casta Susana              | La Casta Susana                 |      |
| 1944 | ф | Маленька сеньйора Перес      | La pequeña señora de Pérez      |      |
| 1944 | ф | Моя наречена привид          | Mi novia es un fantasma         |      |
| 1945 | ф | Марія Селесте                | María Celeste                   |      |
| 1945 | ф | Сеньйора Перес розлучається  | La señora de Pérez se divorcia  |      |
| 1946 | ф | П'ять поцілунків             | Cinco besos                     |      |
| 1946 | ф | Поцілунок у потилицю         | Un beso en la nuca              |      |
| 1947 | ф | Портрет                      | El Retrato                      |      |
| 1947 | ф | Як ти мріяв                  | Como tú lo soñaste              |      |
| 1947 | ф | Тридцять секунд кохання      | Treinta segundos de amor        |      |
| 1948 | ф | Паспорт до Ріо               | Pasaporte a Río                 |      |
| 1949 | ф | Відаліта                     | Vidalita                        |      |
| 1949 | ф | Лікарка любить танго         | La Doctora quiere tangos        |      |
| 1950 | ф | Продавчиня фантазій          | La Vendedora de fantasías       |      |
| 1950 | ф | Дружина останньої моделі     | Esposa último modelo            |      |
| 1951 | ф | Сережка                      | El Pendiente                    |      |
| 1952 | ф | Дівчина з очима кольору часу | La de los ojos color del tiempo |      |
| 1953 | ф | Донья Франсіскіта            | Doña Francisquita               |      |
| 1954 | ф | Міжнародний поїзд            | Tren internacional              |      |
| 1955 | ф | Кохання ніколи не помирає    | Love Never Dies                 |      |
| 1956 | ф | Мрійлива пустунка            | La Pícara soñadora              |      |
| 1958 | ф | Палаюча темрява              | En la ardiente oscuridad        |      |
| 1960 | ф | Вулична компанія             | La patota                       |      |
| 1960 | ф | Кіно щосуботи увечері        | Sábado a la noche, cine         |      |
| 1962 | ф | Під тією самою шкірою        | Under the Same Skin             |      |
| 1963 | ф | Бабка це не комаха           | The Dragonfly Is Not a Insect   |      |
| 1965 | ф | З великим задоволенням       | Con gusto a rabia               |      |

## Ролі у театрі
Мірта Легран грала ролі у таких спектаклях:
- 1957: La Luna es azul
- 1962: Buenos Aires de seda y percal
- 1964: Divorciémonos
- 1966: Mi complejo es el champagne
- 1968: Secretismo shh
- 1969: El proceso de Mary Duggan
- 1970: 40 kilates
- 1975: Constancia
- 1978: Rosas rojas, rosas amarillas
- 1986: Tovarich
- 1990: Potiche

## Радіо
Мірта Легран була ведучою таких радіопередач:
- 1943: El club de la amistad
- 2004—2005: Mirtha en la red

## Телебачення
- 1958: M ama a M
- 1966: Carola y Carolina

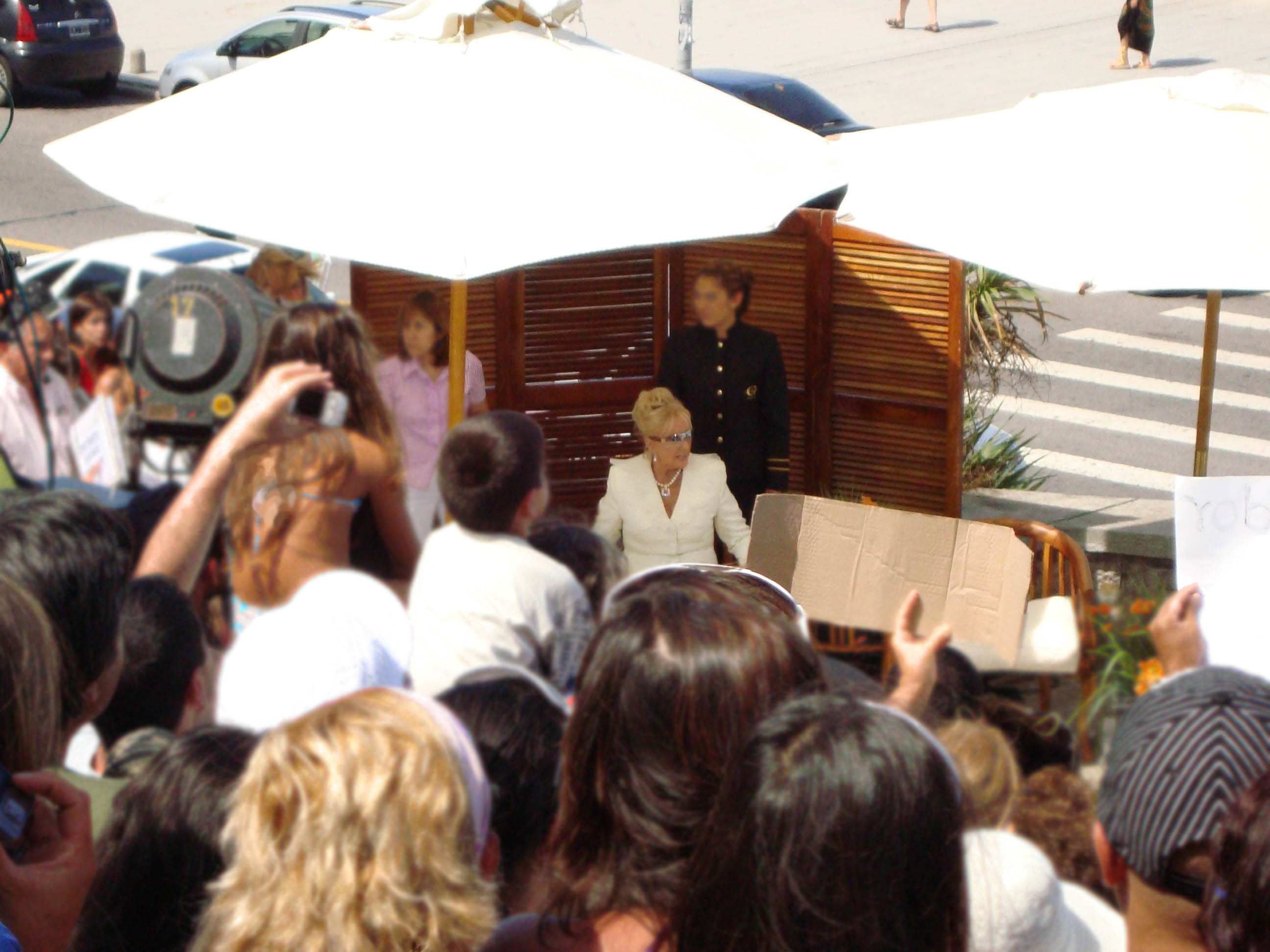
Зйомки «Сніданку з Міртою Легран» (2009)

- 1968-донині: Almorzando con Mirtha Legrand
- 1988: Conversando con Mirtha Legrand
- 1990: Mirtha para todos
- 1999—2000/2004: Mirtha de noche
- 2002: Son amores (у ролі самої себе)
- 2012: La dueña
- 2013-донині: La noche de Mirtha

## Нагороди

### Премія Мартін Ф'єрро[en]
| Рік  | Категорія                             | Номінована робота        | Результат |
| ---- | ------------------------------------- | ------------------------ | --------- |
| 1970 | Найкраща розважальна передача         | Сніданок з Міртою Легран | Номінація |
| 1990 | Найкраща передача загальної категорії | Сніданок з Міртою Легран | Перемога  |
| 1991 | Найкраща передача загальної категорії | Сніданок з Міртою Легран | Номінація |
| 1991 | Найкраща телеведуча                   | Сніданок з Міртою Легран | Номінація |
| 1992 | Найкраща передача загальної категорії | Сніданок з Міртою Легран | Перемога  |
| 1992 | Найкраща телеведуча                   | Сніданок з Міртою Легран | Перемога  |
| 1992 | Золотий Мартін Ф'єрро                 | Сніданок з Міртою Легран | Перемога  |
| 1993 | Найкраща передача загальної категорії | Сніданок з Міртою Легран | Номінація |
| 1993 | Найкраща телеведуча                   | Сніданок з Міртою Легран | Перемога  |
| 1994 | Найкраща передача загальної категорії | Сніданок з Міртою Легран | Перемога  |
| 1994 | Найкраща телеведуча                   | Сніданок з Міртою Легран | Перемога  |
| 1995 | Найкраща передача загальної категорії | Сніданок з Міртою Легран | Номінація |
| 1995 | Найкраща телеведуча                   | Сніданок з Міртою Легран | Номінація |
| 1997 | Найкраща передача загальної категорії | Сніданок з Міртою Легран | Перемога  |
| 1997 | Найкраща телеведуча                   | Сніданок з Міртою Легран | Номінація |
| 1998 | Найкраща передача загальної категорії | Сніданок з Міртою Легран | Перемога  |
| 1999 | Найкраща передача загальної категорії | Сніданок з Міртою Легран | Номінація |
| 2000 | Найкраща передача загальної категорії | Сніданок з Міртою Легран | Номінація |
| 2000 | Найкраща телеведуча                   | Сніданок з Міртою Легран | Номінація |
| 2001 | Найкраща телеведуча                   | Сніданок з Міртою Легран | Номінація |
| 2003 | Найкраща передача загальної категорії | Сніданок з Міртою Легран | Перемога  |
| 2003 | Найкраща телеведуча                   | Сніданок з Міртою Легран | Перемога  |
| 2004 | Найкраща передача загальної категорії | Сніданок з Міртою Легран | Номінація |
| 2004 | Найкраща телеведуча                   | Сніданок з Міртою Легран | Перемога  |
| 2005 | Найкраща телеведуча                   | Сніданок з Міртою Легран | Номінація |
| 2006 | Найкраща передача загальної категорії | Сніданок з Міртою Легран | Номінація |
| 2006 | Найкраща телеведуча                   | Сніданок з Міртою Легран | Номінація |
| 2007 | Найкраща передача загальної категорії | Сніданок з Міртою Легран | Номінація |
| 2007 | Найкраща телеведуча                   | Сніданок з Міртою Легран | Номінація |
| 2007 | Мартін Ф'єрро за досягнення у галузі  | Сніданок з Міртою Легран | Перемога  |
| 2008 | Найкраща передача загальної категорії | Сніданок з Міртою Легран | Перемога  |
| 2008 | Найкраща телеведуча                   | Сніданок з Міртою Легран | Перемога  |
| 2008 | Платиновий Мартін Ф'єрро              | Сніданок з Міртою Легран | Перемога  |
| 2009 | Найкраща передача загальної категорії | Сніданок з Міртою Легран | Перемога  |
| 2009 | Найкраща телеведуча                   | Сніданок з Міртою Легран | Номінація |
| 2010 | Найкраща передача загальної категорії | Сніданок з Міртою Легран | Номінація |
| 2010 | Найкраща телеведуча                   | Сніданок з Міртою Легран | Номінація |
| 2012 | Найкраща акторка мінісеріалу          | La dueña                 | Номінація |
| 2013 | Найкраща телеведуча                   | Сніданок з Міртою Легран | Номінація |
| 2014 | Найкраща передача загальної категорії | Сніданок з Міртою Легран | Перемога  |
| 2014 | Найкраща телеведуча                   | Сніданок з Міртою Легран | Номінація |
| 2015 | Найкраща передача загальної категорії | Сніданок з Міртою Легран | Перемога  |
| 2016 | Найкраща передача загальної категорії | Сніданок з Міртою Легран | Номінація |
| 2016 | Найкраща телеведуча                   | Сніданок з Міртою Легран | Номінація |
| 2017 | Найкраща передача загальної категорії | Сніданок з Міртою Легран | Перемога  |
| 2017 | Найкраща телеведуча                   | Сніданок з Міртою Легран | Перемога  |
| 2017 | Діамантовий Мартін Ф'єрро             | Сніданок з Міртою Легран | Перемога  |

### Інші премії

Портрет Мірти Легран на будинку у Буенос-Айресі

| - Особлива відзнака Академії Кінематографічної науки і мистецтва Аргентини (1941) - Премія Академії Кінематографічної науки і мистецтва Аргентини найкращій акторці (1944) - премія Срібний кондор найкращій акторці (1945) - Премія Академії Кінематографічної науки і мистецтва Аргентини найкращій акторці (1952) - Премія Академії Кінематографічної науки і мистецтва Аргентини найкращій акторці (1959) - премія Конекс (1981) - премія Сан-Мартін-де-Тур (1984) - премія Конекс (1991) - Премія Морська зірка за досягнення впродовж кар'єри (1991) - Жінка року в Аргентині (1992) - премія Пабло Подести Аргентинської асоціації акторів за досягнення впродовж кар'єри (1994) - премія фестивалю «Жінка і кіно» за досягнення впродовж кар'єри (1994) - премія Срібний кондор за досягнення впродовж кар'єри (1997) | - платинова премія Конекс (2001) - премія газети «Кларін» за досягнення впродовж кар'єри (2004) - премія Сенату Аргентини за досягнення впродовж кар'єри (2007) - звання почесної громадянки Буенос-Айреса (2007) - премія Флоренсіо Санчеса за досягнення впродовж кар'єри (2008) - премія CILSA (2010) - премія Асоціації друзів Національного театру Сервантеса (2011) - премія Аргентинської палати моди (2013) - особлива відзнака фундації Конекс (2017) |